# Lacs (Indre)
Lacs település Franciaországban, Indre megyében. Lakosainak száma 655 fő (2022. január 1.). Lacs Briantes, La Châtre, Lourouer-Saint-Laurent, Montgivray, Montlevicq és Thevet-Saint-Julien községekkel határos.

## Népesség
A település népességének változása:
| Lakosok száma | 301  | 506  | 603  | 644  | 648  | 661  | 653  | 656  | 657  | 655  |
|               | 1968 | 1982 | 1990 | 2006 | 2013 | 2015 | 2017 | 2019 | 2020 | 2022 |